# Келменди
Келменди е етнографска група албанци от областта Малешия, по границата на Албания с Черна гора. Мнозинството са католици, но има и значително мюсюлманско малцинство. Говорят гегски диалект. Келменди има и в Скадарска Краина в Черна гора, както и в Санджак в Сърбия и в Ругова в Косово, където те са главно мюсюлмани.